# الانتخابات الرئاسية الرواندية 2010
أُقيمت الانتخابات الرئاسية في رواندا يوم 9 أغسطس 2010، وهي ثاني انتخابات تعقد في البلاد منذ الحرب الأهلية الرواندية. أعيد انتخاب الرئيس بول كاغامه من حزب الجبهة الوطنية الرواندية لفترة رئاسية ثانية مدتها سبع سنوات بعد حصوله على نسبة 93% من الأصوات.

## خلفية
كان زعيم الجبهة الوطنية الرواندية بول كاغامه رئيساً لرواندا منذ عام 2000، وكان قائداً بحكم الأمر الواقع منذ عام 1994 بعد انتصار قواته على الحكومة المؤقتة خلال نهاية الإبادة الجماعية في رواندا. ونص الدستور الجديد الذي تم اعتماده عبر استفتاء عام 2003 على أن مدة الولاية الرئاسية سبع سنوات. أُقيمت الانتخابات الرئاسية التي فازها كاغامه بعد فترة وجيزة من عقد الاستفتاء وإقرار الدستور الجديد. سعى كاغامه للترشح لفترة رئاسية ثانية التي تحق له دستورياً بعد إكماله الفترة الأولى. شهدت رواندا خلال فترة ولاية كاغامه الرئاسية الأولى معدلات نمو اقتصادي مرتفعة ونمواً في كل من البنية التحتية للبلاد ومعدل الاستثمارات الأجنبية وقطاع السياحة. في حين انتقدته عدة شخصيات معارضة ومجموعات حقوقية لقمع المعارضة في الفترة التي سبقت إجراء الانتخابات.

## المرشحون
بدأت الحملة الانتخابية علناً في يناير 2010 بعد عودة فيكتوار إنغابير أوموهوزا إلى رواندا وإعلانها الترشح للرئاسة، وهي من الهوتو الذين كانوا يعيشون في الخارج منذ بضعة سنوات. أثارت إنغابير بعض الجدل عقب وصولها عندما صرحت بتعليقات تتعلق بالإبادة الجماعية الرواندية. اتهمتها الحكومة بخرق قوانين البلاد الصارمة فيما يتعلق بإنكار الإبادة الجماعية مما أدى لاعتقالها في أبريل 2010. وقد تم الإفراج عنها بكفالة، إلّا أنها منعت من الترشح للانتخابات. وحكم عليها فيما بعد بالسجن لمدة 15 عاماً.
تم تأييد بول كاغامه رسمياً كمرشح عن حزب الجبهة الوطنية الرواندية خلال المؤتمر الوطنى للحزب في مايو. كان كاغامه أول من قُبلت أوراقه الانتخابية من المرشحين للرئاسة في شهر يوليو. المرشح التالي للتسجيل هو نائب رئيس مجلس النواب ووزير الصحة السابق جان داماسين نتوكوريريايو الذي فاز بترشيح الحزب الديمقراطي الاشتراكي في 22 مايو. اختار الحزب الليبرالي في يونيو مرشحه بروسبر هيغيرو وهو نائب رئيس مجلس الشيوخ ووزير التجارة السابق بعد انسحاب منافسته ستيفاني موكانتاغارا من السباق على تمثيل الحزب في السباق الرئاسي خلال اللحظة الأخيرة. وكان آخر من سجل بنجاح للانتخابات السيناتورة ألفيرا موكابارامبا عن حزب التقدم والوفاق.
ولم يستطع اثنان من أصل ثلاثة متنافسين آخرين الحصول الموافقة الوثائق الرسمية ولم يقبلوا في السباق، في حين قيل إن الطرف الآخر قد تفكك فعليا، ولم يبقى أي معارضة حقيقية لكاغامه. وكان المرشحون الثلاثة المنافسون ضد كاغامه قد دعموه في انتخابات عام 2003 ووصفتهم أحزاب أخرى «بالأقمار الصناعية السياسية» للجبهة الوطنية الرواندية - حيث استخدمت هذه المعارضة الرمزية للحفاظ على واجهة التعددية.

## النتائج
تم الإعلان عن فوز كاغامه بالانتخابات وفقاً للنتائج الرسمية الصادرة عن اللجنة الانتخابية الوطنية يوم 11 أغسطس. في حين قالت جماعات المعارضة وحقوق الإنسان أن الانتخابات شابتها عمليات القمع والقتل وانعدام المنافسة الموثوقة. رد كاغامه قائلاً: «لا أرى أي مشاكل، ولكن هناك بعض الأشخاص الذين يختارون رؤية المشاكل حيث لا وجود لها». كما انتقد مراقبون الاقتراع لأن الحملة كانت خالية من «أصوات المعارضة الناقدة» فكان المرشحون الثلاثة الآخرين في الانتخابات على صلة بحزب كاغامه.
| المرشح                   | الحزب                               | الأصوات   | %     |
| ------------------------ | ----------------------------------- | --------- | ----- |
| بول كاغامه               | الجبهة الوطنية الرواندية            | 4,638,560 | 93.08 |
| جان داماسين نتوكوريريايو | الحزب الديمقراطي الاجتماعي (رواندا) | 256,488   | 5.15  |
| بروسبر هيغيرو            | الحزب الليبرالي                     | 68,235    | 1.37  |
| ألفيرا موكابارامبا       | حزب التقدم والوفاق                  | 20,107    | 0.40  |
| أصوات باطلة/فارغة        | أصوات باطلة/فارغة                   | 65,912    | –     |
| المجموع                  | المجموع                             | 5,049,302 | 100   |
| ناخبون مسجلون/المشاركة   | ناخبون مسجلون/المشاركة              | 5,718,492 | 97.5  |
| المصدر: آدم كار          |                                     |           |       |

## آثار
أفادت تقارير عن وقوع هجوم بقنبلة يدوية في كيغالي بعد ساعات من إعلان لجنة الانتخابات فوز كاغامه، ما أدى إلى إصابة 20 شخص.
أشارت تقارير إعلامية إلى أن الهجوم قد يحمل دوافع سياسية وارتباطه بهجمات سابقة في المنطقة ذاتها.
استمرت حملة اعتقال شخصيات المعارضة بعد مضي أشهر على انتهاء الانتخابات. وقد اعتقلت فيكتوار إنغابير أوموهوزا زعيمة القوات الديمقراطية المتحدة على أساس تصريحات أدلى بها ضابط عسكري سابق زعم بأنها على صلة بمؤامرة مزعومة لتشكيل «جماعة إرهابية». وجاء ذلك بعد أن كانت تحت الإشراف القضائي.

## وصلات خارجية
- رواندا تعقد انتخابات رئاسية وسط حملة على المرشحين المعارضين - الديمقراطية الآن! (بالإنجليزية)